# Општина Руђиноаса (Јаши)
Руђиноаса (рум. Ruginoasa) општина је у Румунији у округу Јаши.
Oпштина се налази на надморској висини од 308 m.